# Nuno Feist
Nuno Luís Paulino Gomes Feist, mais conhecido por Nuno Feist (Lisboa, 12 de julho de 1971), é um músico e maestro português.

## Biografia
Filho da locutora de televisão Manuela Paulino e do empresário Luís Feist, desde cedo começou por se interessar por espectáculos musicais, em conjunto com seu irmão Henrique Feist, influenciado pelos musicais ingleses a que assistiu com regularidade.
Em 1982, com cerca de 11 e 10 anos, os irmãos Feist participam pela primeira vez num programa de televisão O Passeio dos Alegres, apresentado por Júlio Isidro, muito graças ao impulso de Isabel Wolmar, amiga da família. O sucesso foi tal que no fim da emissão já várias editoras discográficas disputavam entre si os jovens artistas. Nos anos seguintes, sucederam-se os espetáculos ao vivo (mais de 250), participaram em mais de 60 programas de televisão e tiveram nove discos editados, um dos quais chegou a platina.
Ainda nos anos 80, mais propriamente em 1985, o Duo Nuno & Henrique participou no Festival RTP da Canção, com o tema Meia de Conversa e alcançou o terceiro lugar, entre 11 concorrentes. Na década de 90, Nuno e Henrique foram para Londres estudar música.
Durante os seus estudos em Inglaterra, participou em Pirates of Penzance, Joseph and the Amazing Technicolor Dreamcoat, The Gondoliers, The Boyfriend, Wonderful Town (cantor) and Bugsy Malone, The Mikado e Little Shop of Horrors (diretor musical).
Na sua dissertação, compôs a partitura do musical Crime of Passion, dirigido musicalmente por Mark Stevens.
Após concluir o seu curso, regressa a Portugal e Filipe La Féria convida-o para fazer todas as músicas da peça Maldita Cocaína, dirigindo a orquestra do Teatro Politeama durante 6 meses. Ainda no mesmo teatro, compõe a música para a revista De Afonso Henriques a Mário Soares, que foi também uma produção de Filipe La Féria.
Em televisão, são inúmeros os seus trabalhos, destacando-se no célebre programa musical de Filipe La Féria, Cabaret, para a RTP, onde compôs músicas para cerca de metade destas emissões. Neste mesmo ano, é convidado a compor uma canção para o festival e entrega o tema Travo Doce à voz de Ana Sofia Varela. Tem sido responsável e intervindo em vários programas musicais da SIC, como os Globos de Ouro e, mais recentemente, Gala de Natal da Disney, entre muitos outros.
Foi o diretor musical e fez todos os arranjos do programa Marco Paulo 40 anos de carreira, que passou na RTP1. Foi igualmente diretor musical e responsável por todos os arranjos do programa da RTP A Canção da Minha Vida, que deu origem a um CD com o mesmo nome. Na área dos musicais, são inúmeros os espetáculos em que intervém e em que é o responsável musical: em setembro de 2002 e fevereiro de 2003, orquestrou e foi diretor musical do tributo aos musicais portugueses intitulado Esta Vida é Uma Cantiga, que aconteceu no Teatro São Luiz; entre janeiro e julho de 2003, orquestrou e foi diretor musical de conjunto de 7 espectáculos designados Masters of the American Musical.
Em dezembro de 2003, orquestrou e foi diretor musical do Concerto de Natal que decorreu no Coliseu dos Recreios, em Lisboa, onde conduziu uma orquestra com mais de 100 elementos. Em março de 2004, volta ao Teatro de S.Luiz para fazer uma versão compactada de Return to Broadway, que esteve em cena durante todo esse mês. Em setembro, é convidado a ir aos Açores a fim de levar este show à inauguração do teatro local. Ainda neste local, trabalha com José Carreras e a Orquestra Metropolitana de Lisboa. Também em 2004, é coautor e produz o Tribute to European Latin Music.
Entre abril e junho de 2005, foi o diretor musical da peça musical Marlene, que esteve em cena em Lisboa e cuja protagonista foi Simone de Oliveira. Entre setembro de 2005 e maio de 2006, percorreu o país com esta peça dedicada a Marlene Dietrich.
No decorrer de 2007, viria a tornar-se na principal figura do programa da SIC Família Superstar, sendo o diretor musical das Galas. Teve por sua conta a comemoração dos 50 anos de carreira de Simone de Oliveira, no Coliseu dos Recreios.
Globos De Ouro 2006,2007,2008,2010,2011,2012,2013, 2014, 2015, 2016, 2017
Diretor Musical dos seguintes Musicais:
- Fame
- Os Produtores
- High School Musical 2
- Rapazes Nus A Cantar
- Broadway Baby
- Esta Vida É Uma Cantiga
- O Melhor dos Musicais
- Quase Normal

Festival da Canção 2007, 2008,2010,2011,2012, 2014, 2016, 2017
Diretor Musical do programa “Dá-me Música” RTP1 apresentado por Catarina Furtado e também
Diretor Musical do programa diário das SIC "Companhia das Manhãs"

### Participações noFestival RTP da Canção
Legenda
     Vencedor
     2.º lugar
     3.º lugar
     Pontuação Nula ("Null Points")/Último Lugar
     Melhor classificação (fora do top 3)
     Qualificação para a final (fora do top 3)
     País-anfitrião
     Desclassificado
| #  | Ano        | Artista                        | Canção                                                        | Final | Pontos | Semi      | Pontos    |
| -- | ---------- | ------------------------------ | ------------------------------------------------------------- | ----- | ------ | --------- | --------- |
| 1º | 1985 (22º) | Henrique e Nuno Feist          | "Meia de Conversa" m/l: José Calvário/Nuno Nazareth Fernandes | 3º    | 171    | não houve | não houve |
| 2º | 2007 (43º) | Henrique Feist e Vanessa Silva | "Do Outro Lado da Vida" m/l: Nuno Feist/Nuno Marques da Silva | 3º    | 3730   | não houve | não houve |
| 3º | 2008 (44º) | Vanessa Silva                  | "Do Outro Lado da Vida" m/l: Nuno Feist/Nuno Marques da Silva | 7º    | 2621   | não houve | não houve |
| 4º | 2010 (46º) | Vanessa Silva                  | "Alvorada" m/l: Nuno Feist/Nuno Marques da Silva              | 3º    | 14     | 2º        | 1635      |
| 5º | 2011 (47º) | Henrique Feist                 | "Quase a Voar" m/l: Nuno Feist/José Fanha                     | 6º    | 10     | não houve | não houve |
| 6º | 2012 (48º) | Ricardo Soler                  | "Gratia Plena" m/l: Nuno Feist/Nuno Marques da Silva          | 4º    | 13     | não houve | não houve |
| 7º | 2014 (49º) | Raquel Guerra                  | "Sonhos Roubados" m/l: Nuno Feist/Nuno Marques da Silva       | 5º    | 8,9%   | 4º        | —         |
| 8º | 2015 (50º) | Yola Dinis                     | "Outra Vez Primavera" m/l: Nuno Feist/Nuno Marques da Silva   | 4º    | —      | 2º        | —         |
| 9º | 2017 (51º) | Fernando Daniel                | "Poema a Dois" m/l: Nuno Feist/Nuno Marques da Silva          | 5º    | 14     | 3º        | 17        |